# Quad
Quad, Inc. (NYSE: QUAD) er et amerikansk trykkeri og grafisk virksomhed, der er baseret i Sussex, Wisconsin. Virksomheden blev etableret som et trykkeri 13. juli 1971 af Harry V. Quadracci. De har 50 trykkerier i 14 lande. De trykker Businessweek, Time, Sports Illustrated, People og Milwaukee Magazine.